# فينيتا
فينيتا (بالإنجليزية: Veneta, Oregon)‏ هي مدينة تقع في مقاطعة ليني بولاية أوريغون في الولايات المتحدة. تبلغ مساحة هذه المدينة 1962 (كم²)، وترتفع عن سطح البحر 6.66 م، بلغ عدد سكانها 127.4 نسمة في عام 2010 حسب إحصاء مكتب تعداد الولايات المتحدة.

## التركيبة السكانية
قام مكتب تعداد الولايات المتحدة بتحديد بيانات التركيبة السكانية لفينيتافي تعداد الولايات المتحدة. في ما يلي، التركيبة السكانية حسب تعدادي 2000 و2010.

### تعداد عام 2000
بلغ عدد سكان فينيتا 2,755 نسمة بحسب تعداد عام 2000، وبلغ عدد الأسر 966 أسرة وعدد العائلات 732 عائلة مقيمة في المدينة. في حين سجلت الكثافة السكانية 1,035.5 نسمة لكل ميل مربع (399.8/كم2). وبلغ عدد الوحدات السكنية 1,015 وحدة بمتوسط كثافة قدره 381.5 نسمة لكل ميل مربع (147.3/كم2).
وتوزع التركيب العرقي للمدينة بنسبة 92.92% من البيض و 1.38% من الأمريكيين الأصليين و 0.65% من الأمريكيين ذوي الأصول الآسيوية و 0.04% من سكان جزر المحيط الهادئ و 0.25% من الأمريكيين الأفارقة و 0.91% من الأعراق الأخرى و 3.85% من عرقين مختلطين أو أكثر. فيما شكل الهسبانيون أو اللاتينيون من أي عرق نسبة 4.17% من السكان.
بلغ عدد الأسر 966 أسرة كانت نسبة 43.7% منها لديها أطفال تحت سن الثامنة عشر تعيش معهم، وبلغت نسبة الأزواج القاطنين مع بعضهم البعض 56.7% من أصل المجموع الكلي للأسر، ونسبة 13.3% من الأسر كان لديها معيلات من الإناث دون وجود شريك، وكانت نسبة 24.2% من غير العائلات. تألفت نسبة 18.4% من أصل جميع الأسر من أفراد ونسبة 6.3% كانوا يعيش معهم شخص وحيد يبلغ من العمر 65 عاماً فما فوق. وبلغ متوسط حجم الأسرة المعيشية 3.23، أما متوسط حجم العائلات فبلغ 2.85.
بلغ العمر الوسطي للسكان 33 عاماً. وكانت نسبة 33.0% من القاطنين تحت سن الثامنة عشر، وكانت نسبة 7.7% بين الثامنة عشر والأربعة وعشرون عاماً، ونسبة 30.5% كانت واقعةً في الفئة العمرية ما بين الخامسة والعشرون حتى والأربعة وأربعون عاماً، ونسبة 21.3% كانت ما بين الخامسة والأربعون حتى الرابعة والستون، ونسبة 7.5% كانت ضمن فئة الخامسة والستون عاماً فما فوق. يوجد لكل 100 أنثى 95.9 ذكر، ويوجد لكل 100 أنثى في الثامنة عشر من عمرها فما فوق 93.2 ذكر.
بلغ متوسط دخل الأسرة في المدينة 37,326 دولار، أما متوسط دخل العائلة فبلغ 40,909 دولار. وكان متوسط دخل الذكور 33,897 دولار مقابل 18,730 دولار للإناث. وسجل دخل الفرد الخاص بالمدينة 16,239 دولار. وكانت نسبة 11.4% من العائلات ونسبة 9.7% من السكان تحت خط الفقر، وكان من هؤلاء نسبة 16.2% تحت سن الثامنة عشر ونسبة 7.2% في الخامسة والستين من العمر وما فوق.

### تعداد عام 2010
بلغ عدد سكان فينيتا 4,561 نسمة بحسب تعداد عام 2010، وبلغ عدد الأسر 1,730 أسرة وعدد العائلات 1,241 عائلة مقيمة في المدينة. في حين سجلت الكثافة السكانية 1,774.7 نسمة لكل ميل مربع (685.2/كم2). وبلغ عدد الوحدات السكنية 1,830 وحدة بمتوسط كثافة قدره 712.1 لكل ميل مربع (274.9/كم2).
وتوزع التركيب العرقي للمدينة بنسبة 91.8% من البيض و 1.4% من الأمريكيين الأصليين و 0.8% من الأمريكيين ذوي الأصول الآسيوية و 0.2% من سكان جزر المحيط الهادئ و 0.4% من الأمريكيين الأفارقة و 3.6% من عرقين مختلطين أو أكثر.
بلغ عدد الأسر 1,730 أسرة كانت نسبة 36.3% منها لديها أطفال تحت سن الثامنة عشر تعيش معهم، وبلغت نسبة الأزواج القاطنين مع بعضهم البعض 52.9% من أصل المجموع الكلي للأسر، ونسبة 13.0% من الأسر كان لديها معيلات من الإناث دون وجود شريك، بينما كانت نسبة 5.8% من الأسر لديها معيلون من الذكور دون وجود شريكة وكانت نسبة 28.3% من غير العائلات. تألفت نسبة 20.5% من أصل جميع الأسر من أفراد ونسبة 6.2% كانوا يعيش معهم شخص وحيد يبلغ من العمر 65 عاماً فما فوق. وبلغ متوسط حجم الأسرة المعيشية 2.98، أما متوسط حجم العائلات فبلغ 2.62.
بلغ العمر الوسطي للسكان 35.2 عاماً. وكانت نسبة 25.4% من القاطنين تحت سن الثامنة عشر، وكانت نسبة 7.5% بين الثامنة عشر والأربعة وعشرون عاماً، ونسبة 30.4% كانت واقعةً في الفئة العمرية ما بين الخامسة والعشرون حتى والأربعة وأربعون عاماً، ونسبة 26% كانت ما بين الخامسة والأربعون حتى الرابعة والستون، ونسبة 10.7% كانت ضمن فئة الخامسة والستون عاماً فما فوق. وتوزع التركيب الجنسي للسكان بنسبة 49.3% ذكور و50.7% إناث.

## وصلات خارجية
- 1136867
- The US50 - Cities and Towns in Oregon State